# Watchmen (film)
Watchmen är en amerikansk action-/thrillerfilm med superhjältetema från 2009 i regi av Zack Snyder och producerad av Lawrence Gordon, Lloyd Levin och Deborah Snyder, med manus av David Hayter och Alex Tse. Filmen bygger på serieromanen Watchmen, skriven av Alan Moore och illustrerad av Dave Gibbons, som publicerades 1986–1987. Filmen utspelar sig i en alternativ historieperiod år 1985, när kalla kriget var som mest aktuellt, och i filmen har en grupp maskerade och pensionerade vigilanter börjat undersöka en konspiration som är riktad mot dem, då de plötsligt upptäcker något större och mer hotfullt som de måste hantera. I rollerna återfinns bland annat Malin Åkerman, Billy Crudup, Matthew Goode, Jackie Earle Haley, Jeffrey Dean Morgan och Patrick Wilson. 
Sedan publiceringen av serieromanen var slutförd påbörjades planerna på en filminspelning, vilket var början på den process som skulle leda att filmidén fastnade i "development hell". Gordon började utveckla filmprojektet för Twentieth Century Fox och Warner Bros., där producenten Joel Silver också var inblandad, och som regissör stod vid tillfället Terry Gilliam. Gilliam ansåg dock att serieromanen var "ofilmbar" och övergav projektet, vilket ledde till att Gordon och Levin i stället påbörjade ett samarbete med Universal Studios och Paramount Pictures. De tog hjälp av ett manuskript skrivet av David Hayter och både regissörerna Darren Aronofsky och Paul Greengrass var sammankopplade med filmprojektet under denna tid innan det slutligen lades ned på grund av en dispyt över filmens budget. Filmprojektet återvände då till Warner Bros. och Snyder anställdes som regissör. Själva filminspelningen påbörjades i Vancouver den 17 september 2007 och avslutades den 19 februari 2008. En animerad kortfilm med namnet Tales of the Black Freighter producerades även under samma tidpunkt, till vilken Gerard Butler lånade ut sin röst till huvudpersonen.
Watchmen hade biopremiär den 13 mars 2009 i Sverige, efter att en vecka tidigare haft premiär i USA. Filmen fick blandad kritik från recensenterna; vissa hyllade det unika och mörka sättet filmen visade upp superhjältarna på, medan andra ansåg att detta bara förlöjligade filmen. Kritik riktades också mot filmens längd, att den följde serieromanen på ett nästan ordagrant sätt och det faktum att filmen fick en restricted-klassificering i USA.

## Handling
1938 bildar en grupp vigilanter Minutemen, en grupp som specialiserar sig på att leta upp och fängsla kriminella människor, och några decennier senare grundas Watchmen som fortsätter på samma bana. Blotta närvaron av medlemmarna i Watchmen har förändrat världshistorien drastiskt; superkrafterna som Dr. Manhattan (Billy Crudup) har gör att USA vinner Vietnamkriget, vilket i sin tur leder till att Richard Nixon (Robert Wisden) omväljs till president ända in på 1980-talet. Dr. Manhattan ger även USA ett stort strategiskt övertag över Sovjetunionen, som hotat med att eskalera det kalla kriget till ett kärnvapenkrig under 1980-talet. Dock uppskattas inte superhjältarna av alla i USA och en ny lag, kallad Keene-lagen, antas 1977 som gör att all sorts verksamhet utförd av vigilanter numera är olaglig. De flesta av vigilanterna går i pension, men Dr. Manhattan och The Comedian (Jeffrey Dean Morgan) stannar kvar i statlig tjänst medan Rorschach (Jackie Earle Haley) fortsätter med sin vigilantism utanför lagens ramar. Rorschach börjar med att undersöka mordet på den statligt anställde agenten Edward "Eddie" Blake, men när det framkommer att Blakes alter ego var The Comedian utformar Rorschach en teori om att någon är ute efter att mörda medlemmarna av Watchmen. Rorschach varnar sina forna medarbetare: Daniel Dreiberg alias Nite Owl (Patrick Wilson), Dr. Manhattan samt dennes flickvän Laurie Jupiter alias Silk Spectre (Malin Åkerman). Dreiberg är skeptisk till Rorschachs teori, men väljer ändå att varna Adrian Veidt alias Ozymandias (Matthew Goode), som numera är en framgångsrik affärsman. Veidt avfärdar dock Rorschachs teori.
Efter Blakes begravning ställer Dr. Manhattan upp på en TV-intervju, under vilken han anklagas för att orsaka cancer hos sina nära och kära. Dessa anklagelser får honom att sätta sig själv i exil på Mars och i och med detta startar det afghansk-sovjetiska kriget eftersom Sovjetunionen nu inte längre känner sig rädda för Dr. Manhattan. Veidt undkommer precis ett mordförsök mot honom och Rorschach anklagas och fängslas för ett brott han inte begått, vilket gör att Rorschachs tidigare teori verkar vara mer eller mindre sann. Under tiden gör Jupiter slut med Dr. Manhattan och hon flyttar i stället in hos Dreiberg och de blir älskare. De båda hjälper Rorschach att fly ur fängelset och Dr. Manhattan återvänder som hastigast för att ta med sig Jupiter till Mars. Där ber Jupiter honom att rädda världen, men Dr. Manhattan svarar att han inte längre bryr sig om mänskligheten. Det framkommer dock att Jupiters biologiska fader var Blake och denna intrig väcker åter Dr. Manhattans intresse för mänskligheten och de båda återvänder till jorden tillsammans. 
Rorschach och Dreiberg undersöker Rorschachs tidigare teori och kommer fram till att det är Veidt som ligger bakom allting. Rorschach skriver ned sina misstankar i sin dagbok och skickar iväg den till den politiskt högervinklade tidningen New Frontiersman. Rorschach och Dreiberg beger sig sedan till Veidts huvudkvarter på Antarktis, där de konfronterar honom med sina misstankar. Veidt erkänner att det är han som ligger bakom mordet på Blake, ryktena om att Dr. Manhattan skulle vara cancerframkallande, Rorschachs arrestering och sitt eget mordförsök (vilket han iscensatte för att verka oskyldig). Han berättar att hans plan är att få slut på det kalla kriget och ena USA och Sovjetunionen genom att spränga några av världens största städer. Han tänker göra detta med hjälp av några reaktorer som Dr. Manhattan byggt åt honom tidigare, ovetandes om Veidts planer. Rorschach och Dreiberg försöker stoppa Veidt, men han avslöjar att planen redan är satt i verket och att alla spår av dådet kommer att leda till Dr. Manhattan.
När Jupiter och Dr. Manhattan kommer tillbaka till New York märker de att hela staden är lagd i ruiner. De kommer underfund med att Veidt ligger bakom det hela och teleporterar sig till hans huvudkvarter på Antarktis. Där framkommer det att USA och Sovjetunionen har slutit fred och i stället vill kämpa tillsammans mot en gemensam fiende, nämligen Dr. Manhattan (som de tror ligger bakom attentaten). Alla medlemmar i Watchmen, utom Rorschach, kommer överens om att det är bäst att upprätthålla denna lögn för att bevara freden. Rorschach bestämmer sig för att berätta sanningen och på grund av detta tvingas Dr. Manhattan eliminera honom. Dr. Manhattan och Jupiter kysser varandra en sista gång innan Dr. Manhattan bestämmer sig för att bege sig till en annan galax. Veidt lämnas ifred med sina funderingar och Jupiter och Dreiberg återvänder till New York, som håller på att återuppbyggas. Filmen slutar med att chefredaktören på tidningen New Frontiersman beklagar sig över nyhetstorkan som uppstått på grund av världsfreden och ber en av sina assistenter att hämta något från det inskickade materialet som de kan trycka i tidningen. En av de saker som finns bland detta inskickade material är Rorschachs dagbok.

## Rollista

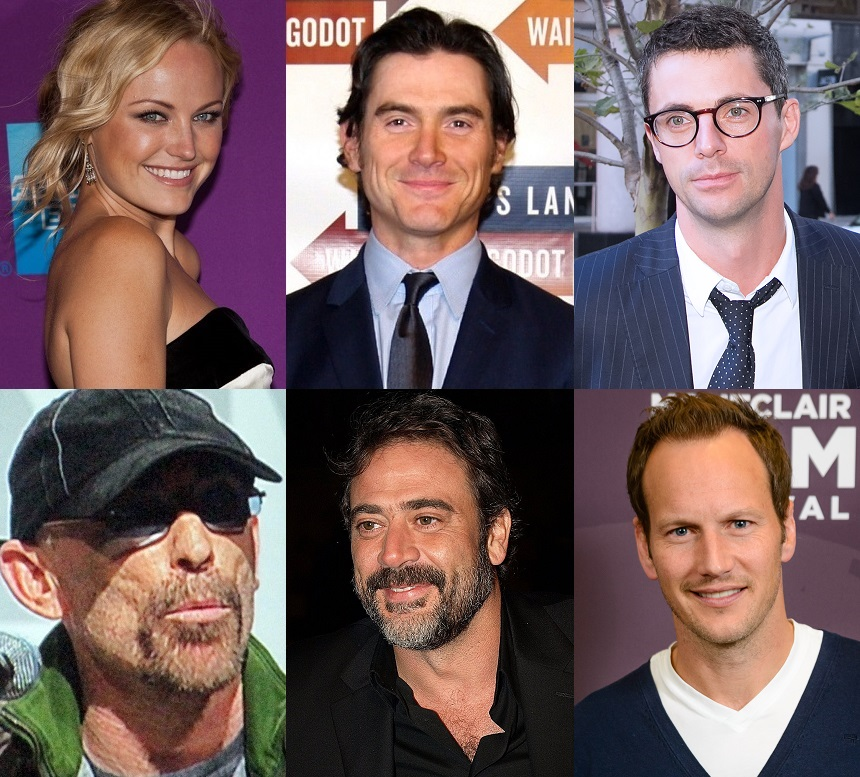
Huvudskådespelarna i Watchmen.
Övre raden från vänster: Malin Åkerman, Billy Crudup och Matthew Goode.
Nedre raden från vänster: Jackie Earle Haley, Jeffrey Dean Morgan och Patrick Wilson.

- Malin Åkerman som Laurel "Laurie" Jupiter (ibland Juspeczyk) / Silk Spectre: Jamie Lee Curtis, Hilary Swank,[11] Jessica Alba och Milla Jovovich var alla tilltänkta att spela rollen som Laurie Jupiter, men regissören Zack Snyder har kommenterat att han ansåg att Alba och Jovovich var för kända för att ge ett seriöst intryck. Åkerman själv beskrev Jupiter som psykologin och känslan i filmen eftersom hon var den enda kvinnan som hade en huvudroll i filmen. Åkerman stridstränade också för att kunna spela rollen som brottsbekämpare i filmen[12] och hennes attackmönster har beskrivit som en typ av Wushu kinesisk-filippinsk Kalistil.[13] Åkermans latexdräkt och peruk, vilken ofta fastnade i dräkten, gav henne väldigt lite skydd när hon utförde sina stunts och hon slog sig ofta under filminspelningen.[14] I filmen syns Jupiters riktiga efternamn Juspeczyk som hastigast när hon provar Nite Owls specialbyggda glasögon. Jupiter själv föredrar namnet Juspeczyk, då Jupiter bara är ett påhittat namn hennes moder antog under andra världskriget för att ingen skulle få reda på att hon hade polskt påbrå.
- Billy Crudup som Jonathan "Jon" Osterman / Dr. Manhattan: Rollen som Dr. Manhattan var en gång i tiden tilltänkt Arnold Schwarzenegger[15] och även eftersökt av Keanu Reeves,[16] men han gav upp sina planer på att spela rollen efter att filmprojektet lades på is på grund av en dispyt över filmens budget.[17] Crudup spelade Osterman i de olika flashbackscenerna i filmen medan Dr. Manhattan utgörs av en motion capture-inspelad datoranimerad version av Crudup. Under filminspelningen bar Crudup en vit dräkt med blåa lysdioder på sig för att på så sätt avge ett övernaturligt sken, likt det den datoranimerade Dr. Manhattan avger i filmen. De som arbetade med specialeffekterna ansåg att Dr. Manhattan var en gudalik varelse som, efter sin olycka, skulle försöka återskapa sig själv som den perfekt uppbyggda människan. Därför grundade de sin modell av Dr. Manhattan på fitnessmodellen och skådespelaren Greg Plitt. Vid skapandet av modellen för Dr. Manhattan använde de sig av Crudups huvud och Plitts kropp.[18] Crudup har sagt att han var tvungen att mentalt föreställa sig Dr. Manhattan från serieromanen eftersom han kände sig löjlig med lysdioddräkten på sig.[19] Dock kände han att det var skönt att han slapp trycka sig i en tajt latexdräkt, som de andra skådespelarna var tvungna att göra, och detta var något han påminde dem om när de skämtade om hans lysdioddräkt.[20] Snyder valde att behålla Crudups vanliga röst för Dr. Manhattan, då han kände att om den hade gjorts mer elektronisk hade den varit mer avskräckande än lugnande, vilket inte hade passat Dr. Manhattans personlighet.[21] Dr. Manhattans blåa färg förklaras uppstå tack vare tjerenkovstrålning. Crudup beskrev Dr. Manhattan som en rollfigur som gick från att vara antipatisk i början av filmen till att bli apatisk mot slutet.[22]
- Matthew Goode som Adrian Veidt / Ozymandias: Rollen som Ozymandias var först tänkt att spelas av antingen Jude Law,[11] Lee Pace eller Tom Cruise (som Snyder kände hade passat väldigt bra som Ozymandias)[14][16], men liksom Keanu Reeves lämnade de filmprojektet när det lades på is efter dispyten över filmens budget.[17] Snyder har dock senare sagt att Goode passade perfekt som den "vackra, tidlösa, ariska övermänniskan".[20][en 1] Goode tolkade rollen som Adrian Veidt på så sätt att han gav Veidt en tysk brytning när han talade med någon privat, men en amerikansk brytning när han pratade offentligt. Goode förklarade vidare att Veidt skämdes över sina föräldrars förflutna som nazister och att han gav upp sin familjs rikedomar för att själv jaga den amerikanska drömmen, vilket i sin tur skildrar Veidts dualistiska natur.[23] På grund av att Goode skildrade Veidt med en tysk bakgrund uttalade han namnet "Veidt" som "Vight".[24] Goode oroade sig inför rollen eftersom han kände att han fysiskt sett inte passade som Ozymandias, men berättade att Snyder lyckades övertyga honom om att han passade bra in i rollen. Snyder har också sagt att de hade problem att hitta en passande skådespelare för rollen då det behövdes någon som var stilig, vacker och sofistikerad, vilket enligt Snyder var en svår kombination att få ihop.[25]
- Jackie Earle Haley som Walter Joseph Kovacs / Rorschach: Både Robin Williams och Paddy Considine var tidigare tilltänkta rollen som Rorschach[11] och senare även Simon Pegg.[14] Olikt de andra skådespelarna hade Haley läst serieromanen tidigare och när han fick reda på att flera fans ansåg att han var ett bra val för Rorschach sökte han aktivt rollen.[20] Under sin audition framförde han olika scener från serieromanen tillsammans med fjorton vänner.[19] Haley blev nästan galen vid försöken att förena sin och Rorschachs vitt skilda uppfattningar om den mänskliga naturen och har sagt att rollen som Rorschach fick honom att fundera över om människor i allmänhet bara ber om ursäkt för sina dåliga handlingar i stället för att ångra dem.[26] Rorschach bär en mask med ständigt skiftande bläckplumpar på, vilket är taget från rorschachtestet som är hans namne, och även här användes motion capture för att kunna ändra formen på bläckplumparna från scen till scen.[27] Haley tyckte att masken var oerhört motiverande för honom och på grund av sin trånga design blev masken varm väldigt snabbt.[28] Dock gjordes det små hål i den för att Haley skulle kunna se när han hade den på sig.[27] Haley har ett svart bälte i kempo, men beskrev Rorschachs attackmönster som slarvigare och mer aggressivt eftersom Rorschach i stället hade sin bakgrund inom boxningen.[14] Rorschach syns flera gånger i filmen utan sin mask på, då bärande på en skylt med texten "The End is Nigh" (på svenska: "Slutet är nära"). Dock är det först när Rorschach fängslas i filmen som det görs klart att det var han som var den person som bar skylten. Snyders son, Eli Snyder, spelade rollen som en ung Kovacs[29].
- Jeffrey Dean Morgan som Edward "Eddie" Blake / The Comedian: Innan Morgan fick rollen var Ron Perlman tilltänkt att spela The Comedian[11] och Perlman hade ett möte angående detta med producenterna Lawrence Gordon och Lloyd Levin.[30] Tidigare hade även Gary Busey en koppling till rollen.[11] När Morgan först läste igenom serieromanen slutade han läsa efter tre sidor då han märkte att The Comedian blev mördad. Han sade att han inte var intresserad av rollen, men blev uppmanad att fortsätta läsa serieromanen för att få en förståelse för hur viktig The Comedian egentligen är för handlingen.[20] Morgan förklarade att han såg rollen som en utmaning: "Av någon anledning, när du läser serieromanen, så hatar du inte honom [The Comedian] fastän han gör saker som är helt förkastliga. [...] Mitt jobb är att få detta att fungera i filmen så att den som ser filmen inte börjar hitta på ursäkter för honom, men ändå ska man inte hata honom som man borde för de saker han gör."[31][en 2] Snyder tyckte att Morgan var perfekt i rollen som The Comedian[25] även om Morgan hade frågat Snyder om inte The Comedian kunde få svära mer i filmen.[14]
- Patrick Wilson som Daniel "Dan" Dreiberg / Nite Owl: Innan Wilson fick rollen var både Kevin Costner och Joaquin Phoenix kandidater till att spela Nite Owl[11] (Phoenix var även tilltänkt rollen som Dr. Manhattan under en period[14]) och också John Cusack, som var ett fan av serieromanen, hade uttryckt intresse för att spela Nite Owl.[32] Efter att Snyder hade sett dramafilmen Little Children från 2006, där Wilson hade en av huvudrollerna och Haley en av birollerna, valde Snyder att ta in Wilson för att spela Nite Owl. Wilson var tvungen att gå upp över 10 kilo i vikt för att kunna spela den något överviktige Dreiberg.[20] Wilson jämförde Dreiberg med en soldat som återvänder hem från ett krig och känner att han inte längre passar in i samhället.[33] Wilson har också beskrivit Nite Owls attackmönster som "hårdhänt och kraftinriktat".[14][en 3]

## Produktion och lansering

### Förproduktion
Sedan 1986, när Lawrence Gordon och Joel Silver skaffade filmrättigheterna för Watchmen åt Twentieth Century Fox, har det funnits flera försök att skapa en filmversion av serieromanen. Fox bad Alan Moore att skriva ett filmmanuskript baserat på hans berättelse, men Moore tackade nej till detta. I stället tog Fox in manusförfattaren Sam Hamm som tog sig friheten att skriva om det komplicerade slutet till ett mer, enligt honom, hanterbart slut som inkluderade ett lönnmord och en tidsparadox. Fox valde att sälja filmidén 1991 och den köptes i stället upp av Warner Bros., som utnämnde Terry Gilliam till regissör och Charles McKeown till manusförfattare. De använde delar av Rorschachs dagbok som en sorts berättarröst och återställde scener från serieromanen som Hamm hade tagit bort. Gilliam och Silver lyckades dock bara skrapa ihop $25 miljoner (vilket var en fjärdedel av vad de behövde i filmbudget) eftersom deras tidigare filmprojekt hade övertrasserat budget. Gilliam övergav projektet då han ansåg att Watchmen var ofilmbar och han har sagt att "[m]inska ner [berättelsen] till en två–två och en halv-timmars film [...] hade gjort att själva essensen av Watchmen hade försvunnit." Efter att Warner Bros. hade gett upp hoppet om filmprojektet försökte Gordon locka tillbaka Gilliam som regissör för att se om han var intresserad av att filmen gjordes via ett oberoende filmbolag i stället. Ännu en gång tackade Gilliam nej eftersom han ansåg att serieromanen hade gjort sig bäst som en femtimmars miniserie.
I oktober 2001 påbörjades ett arbete mellan Gordon och Lloyd Levin samt Universal Studios, där de hyrde in David Hayter till att skriva manus och vara regissör för filmen. Dock uppstod meningsskiljaktigheter och alla tre lämnade Universal, där Gordon och Levin senare uttryckte sitt intresse för att ta filmkonceptet till Revolution Studios i stället. Detta projekt höll dock inte hos Revolution Studios och det rann slutligen ut i sanden. Tidigt under 2002 spelades några scener in som innehöll seriefigurer från Watchmen och dessa scener kom med i dokumentärfilmen The Mindscape of Alan Moore. I juli 2004 tog Paramount Pictures över Hayters manus och valde ut Darren Aronofsky som regissör. Gordon och Levin var kvar som producenter och samarbetade nu även med Aronofskys kollega Eric Watson. Paul Greengrass tog över efter Aronofsky, eftersom Aronofsky i stället ville fokusera all sin kraft på The Fountain. Slutligen valde även Paramount, precis som Fox gjort tidigare, att lägga ut filmidén till försäljning.

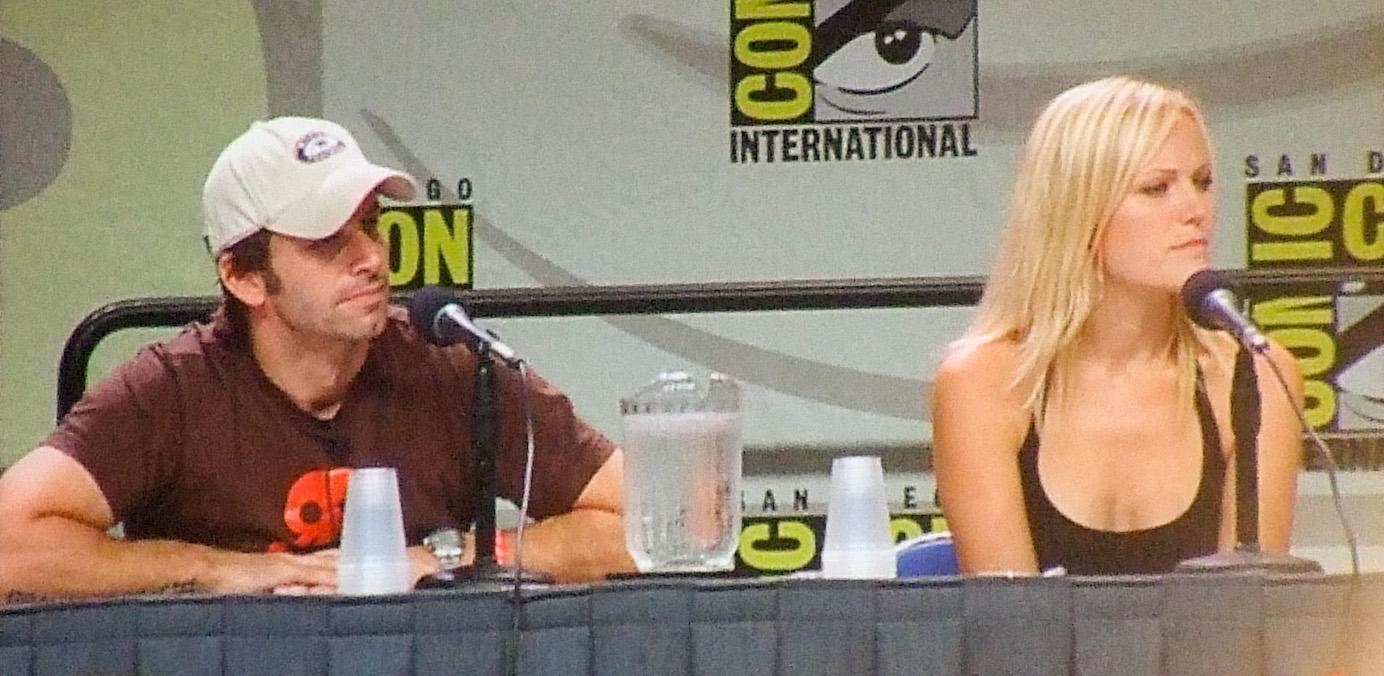
Regissören Zack Snyder och Malin Åkerman vid Comic-Con den 27 juli 2007.

I oktober 2005 hade Gordon och Levin ett möte med Warner Bros. för att se om de var intresserade av filmidén ännu en gång. Warner Bros. var imponerade av Snyders arbete med 300 och valde att se om han var intresserad av att regissera Watchmen. Manusförfattaren Alex Tse blev nu också delaktig i projektet. Han valde att ta med sina favoritdelar ur Hayters manus, men även att återgå till att handlingen skulle utspela sig under kalla kriget. Precis som Snyder hade gjort med 300 valde han att använda serieromanen som sitt storyboard. Han förlängde slagsmålsscenerna och lade också till en bihandling om energiförsörjning, för att på så sätt göra filmen mer aktuell. Även om Snyder från början sade att han inte skulle ändra några av figurernas utseende valde han senare att ändå göra Nite Owl mer skrämmande och han gjorde dessutom om Ozymandias dräkt till en parodi på dräkterna från Batman & Robin.
I juli 2007 påbörjades sökandet efter skådespelare som liknade kända personer från den tidsperiod som filmen utspelade sig i, då Snyder kände att detta skulle ge filmen en rättvis men satirisk känsla av 1980-talet. Därför togs kända personer såsom Richard Nixon, Leonid Brezjnev, Fidel Castro, Albert Einstein, John F. Kennedy, Andy Warhol, Truman Capote, Elvis Presley, Mao Zedong och bandet Village People med i filmen. Snyder har också sagt att de främst letade efter unga skådespelare, eftersom många av scenerna utspelade sig via flashbacks och att det var lättare att åldra skådespelarna med hjälp av smink än att ta in en annan skådespelare som skulle spela en äldre version av samma roll. Snyders son spelade dock en ung version av Walter Joseph Kovacs medan Snyder själv spelade en av de amerikanska soldaterna under scenerna ur Vietnamkriget. Skådespelaren Thomas Jane bjöds in av Snyder att medverka i filmen, men tackade nej eftersom han var för upptagen med andra projekt.

### Inspelning

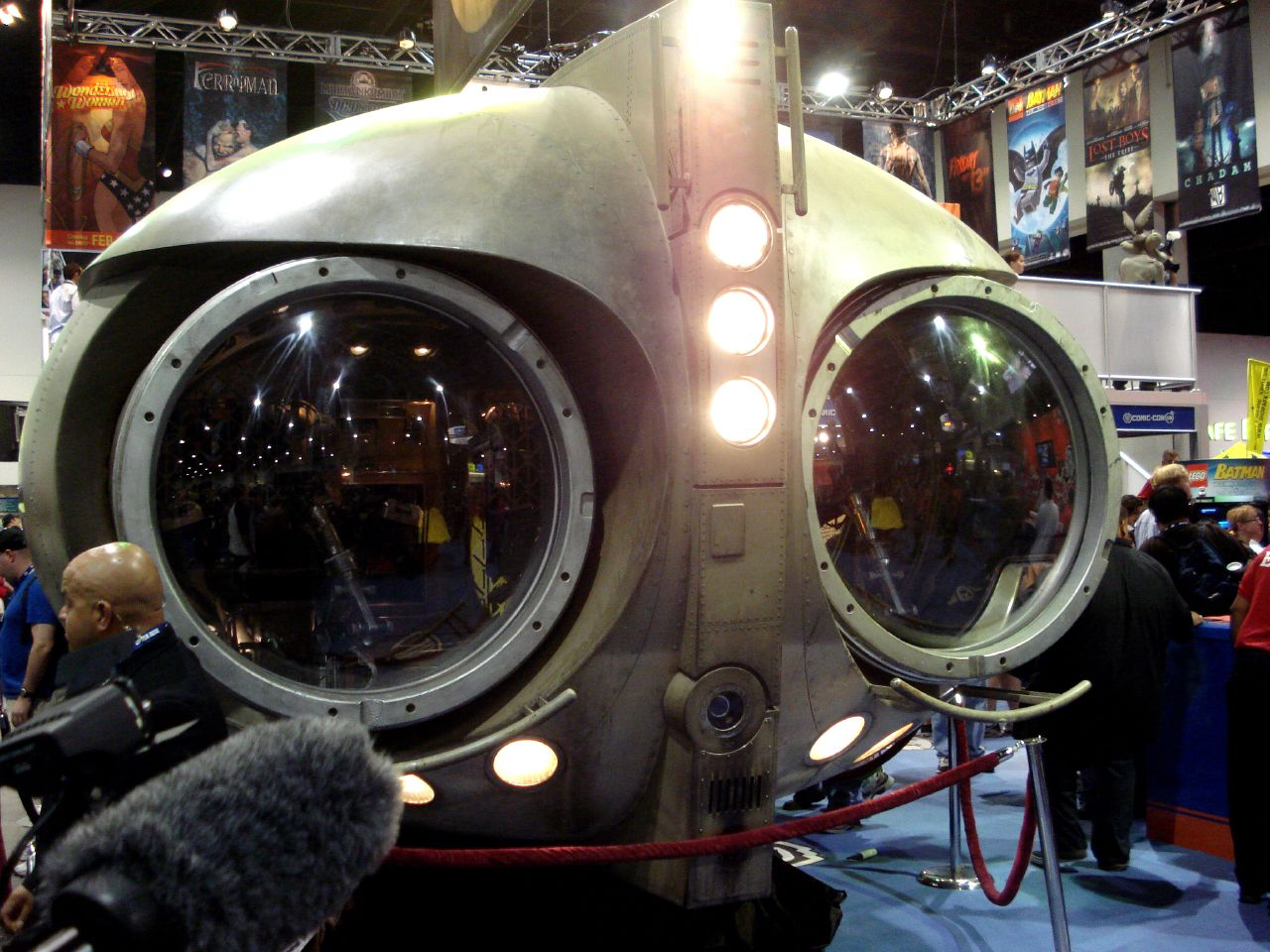
Nite Owls luftskepp Archimedes ("Archie") som det såg ut i filmen.

Snyder hade från en början hoppats på att filmningen skulle äga rum mellan juni till september 2007, men detta blev uppskjutet och själva filminspelningen började inte förrän den 17 september samma år. Några testscener spelades in under mars 2007, där Wesley Coller spelade Rorschach. Några av dessa scener användes sedan i en trailer som släpptes tillsammans med 300.
Snyder ville från början ha en filmbudget på $150 miljoner medan Warner Bros. helst såg att filmen skulle kosta under $100 miljoner, där den slutgiltiga filmkostnaden låg på runt $130 miljoner. Inspelningen ägde rum i Vancouver, där en modell byggdes upp som skulle likna New York och totalt 200 kulisser användes i filmen. Inspiration för dessa kulisser kom från bland annat filmerna Mannen utan ansikte (1976), Taxi Driver (1976) och Dr. Strangelove eller: Hur jag slutade ängslas och lärde mig älska bomben (1964). En ljudisolerad studio användes för att spela in lägenhets- och kontorsscenerna medan scenerna på Mars och Antarktis spelades in med hjälp av en greenscreen. Under filminspelningens gång brukade Snyder lägga till repliker som förklarade superhjältarnas bakgrundshistorier för att på så sätt hålla sig så trogen serieromanen som möjligt. Den sista dagen för filminspelningen ägde rum den 19 februari 2008.

### Postproduktion
Snyders första version av filmen var runt 200 minuter lång. Han fick rådet att klippa ned filmen och antog skämtsamt rollen som "väktaren över serieromanens påskägg" medan filmstudion i stället ansåg att Snyder skulle fokusera på filmens längd och spelbarhet. Snyder har sagt att han tyckte att det var väldigt svårt att klippa bort delar från filmen eftersom han ansåg att alla små detaljer krävdes för att de som såg filmen skulle uppskatta den. Han ansåg också att alla som arbetade med filmen under dess inspelning uppskattade filmen på ett helt annat sätt än de som arbetade på filmstudion gjorde; de såg bara Watchmen-filmen som ännu en film och Snyder tyckte att de hängde upp sig för mycket på hur lång filmen var. Snyder lyckades klippa ned filmen till 165 minuter, där han sedan satt fast länge. Till slut lyckades han dock klippa bort en scen till, den scen där Hollis Mason (den ursprunglige Nite Owl) dör, vilket gjorde att filmen slutligen blev 162 minuter lång.
Tio specialeffektsföretag hjälpte till med filmen där det slutligen blev 1 100 vinklar som krävde specialeffekter i sig, varav en fjärdel gjordes med hjälp av datoranimering.

### Alan Moores och Dave Gibbons inblandning i filmatiseringen
| Alan Moore (vänster), serieromanens författare, valde att inte vara involverad i filmatiseringen av Watchmen och var öppen med sitt missnöje över valet av regissör. Dave Gibbons (höger), serieromanens tecknare, ansåg till en början att tiden för en filmatisering av Watchmen hade passerat, men blev senare involverad i arbetet med filmen. |  | Alan Moore (vänster), serieromanens författare, valde att inte vara involverad i filmatiseringen av Watchmen och var öppen med sitt missnöje över valet av regissör. Dave Gibbons (höger), serieromanens tecknare, ansåg till en början att tiden för en filmatisering av Watchmen hade passerat, men blev senare involverad i arbetet med filmen. |
| Alan Moore (vänster), serieromanens författare, valde att inte vara involverad i filmatiseringen av Watchmen och var öppen med sitt missnöje över valet av regissör. Dave Gibbons (höger), serieromanens tecknare, ansåg till en början att tiden för en filmatisering av Watchmen hade passerat, men blev senare involverad i arbetet med filmen. |  | |

Serieromanen Watchmen, som filmen är baserad på, skrevs av författaren Alan Moore och illustrerades av serietecknaren Dave Gibbons. Moore var från en början begeistrad över idén om en filmatisering av Watchmen och 1987 berättade han att Hamm och han hade diskuterat en möjlig film. Moore kände att Hamm skulle kunna fånga upp själva själen i serieromanen och överföra den till en filmduk på ett värdigt sätt. Moore ändrade senare åsikt och när Gilliam var sammankopplad med filmen kände Moore inte längre att Watchmen skulle kunna vara möjlig att filmatisera. När Hayter arbetade med filmen kände sig Moore lite bättre till mods och sade att Hayters manus var det närmaste någon hade kommit känslan från serieromanen, men sade även att han ändå inte hade tänkt att se filmen om den någonsin hade gjorts. När Snyder slutligen tog över ansvaret för filmen gjorde Moore det helt klart att han inte ville ha något med filmen att göra och sade åt filmstudion att ta bort hans namn från eftertexterna. Den monetära ersättningen han skulle fått för filmen valde han att oavkortat ge till Gibbons. Snyder accepterade Moores beslut att inte vara involverad i filmatiseringen, men Moore visade öppet sitt missnöje över valet av regissör. Moore sade att Snyder hade stora problem med sin filmatisering av 300 och dömde, utan att ha sett filmen, ut 300 som rasistisk, homofobisk och dum på ett sublimt sätt, efter vad han hade hört andra säga om filmen.
Gibbons tyckte från en början att tiden för en filmatisering av Watchmen hade passerat och ansåg i stället att serieromanen borde ha spelats in runt den tid då Batman-filmen från 1989 var populär. När tiden sedan gick och ingen film gjordes om Watchmen var Gibbons glad över detta. Han ansåg att Watchmen förmodligen hade gjort sig bäst som en TV-serie i stil med The Prisoner. När Gibbons fick tid att läsa igenom manuset som Tse hade skrivit uppskattade han dock detta och gav också Snyder några tips på hur han kunde förändra manuset, vilka Snyder följde. Gibbons blev nu involverad i arbetet med filmen och ritade ett storyboard för filmens alternativa slut tillsammans med Watchmen-koloristen John Higgins. Moore hade inget emot att Gibbons arbetade med filmen och han har sagt att Gibbons beslut inte har påverkat deras vänskap på något sätt.

### Rättegång om upphovsrätten till filmen
Den 14 februari 2008 lämnade Twentieth Century Fox in en stämningsansökan mot Warner Bros., där de hävdade att Warner Bros. hade gjort intrång på Fox upphovsrätt till filmen. Fox ansåg att de hade rättigheterna till att producera, eller åtminstone distribuera, filmen oavsett hur många andra filmbolag som köpte upp filmidén och de valde därför att aktivt försöka stoppa filmen från att distribueras av något annat filmbolag. Warner Bros. höll dock inte med om stämningsansökan och ansåg att de upphovsrättigheter som Fox en gång hade var förbrukade. Via Gordon hade Fox skaffat sig filmrättigheterna för Watchmen 1986. När Fox sedan valde att lägga ut filmidén för försäljning 1994 menade de att ett annat separat avtal från 1991 gav dem rättigheterna att bland annat distribuera filmen. Det fanns också en klausul i detta avtal där det stod att Fox skulle få vara delaktiga i valet av medarbetare till filmidén, och de påstod att Gordon inte meddelade dem när Snyder blev inblandad i projektet 2005. Fox hävdade dessutom att de kontaktade Warner Bros. innan produktionen började 2005 och att de då berättade för Warner Bros. att de bröt mot Fox tidigare avtal. Warner Bros. påstod att de inte kände till dessa avtal och sade även att Fox 2005 hade avvisat Hayters manus, vilket var grunden för det som slutligen skulle bli Watchmen-filmen. De påstod också att enligt ett av avtalen skulle inte Fox ha några distributionsrättigheter för filmen. I augusti 2008, under rättegången om upphovsrätten till filmen, sade därför Warner Bros. att de ansåg att domstolen borde ogilla åtalet mot dem, vilket domstolen valde att inte göra.
Den 24 december 2008 kom domslutet av domaren Gary Allen Feess, där Feess gav Fox viss upphovsrätt till Watchmen-filmen. En av advokaterna för Fox sade sedan att de skulle försöka försena lanseringen av filmen. Levin avslöjade i ett öppet brev att både Fox och Warner Bros. 2005 hade fått chansen att producera filmen. Fox hade tackat nej till projektet medan Warner Bros. hade accepterat. I ett internt e-postmeddelande, skrivet av högt uppsatta medarbetare på Fox, hade de kallat manuset till Watchmen-filmen för "ett av de mest obegripliga skitmanusen de hade läst på många år."
Det rapporterades den 15 januari 2009 att Fox och Warner Bros. hade förlikats. Enligt förlikningsavtalet skulle Fox få mellan 5 och 8,5 procent av filmens globala bruttointäkter, men inga framtida upphovsrättigheter till filmen.

### Marknadsföring

Watchmen: The End Is Nigh lanserades i samband med lanseringen av filmen.

Warner Bros. Games lanserade Watchmen: The End Is Nigh, utvecklat av Deadline Games A/S, i samband med att Watchmen-filmen släpptes. Warner Bros. beslutade att inte försöka stressa fram ett längre Watchmen-spel till filmens lansering utan valde i stället att dela upp det i två kortare episoder för att på det sättet få bättre kvalitet på spelet. Den första episoden av spelet lanserades den 4 mars 2009 medan den andra episoden lanserades den 30 juli samma år. Spelets handling äger rum under 1970-talet och är skriven av Len Wein, serieromanens redaktör, där Gibbons togs in som rådgivare.
Den 4 mars 2009 lanserade Glu Mobile Watchmen: The Mobile Game, vilket är ett mobilspel i beat 'em up-genren. I detta spel tar spelaren kontrollen som både Nite Owl och The Comedian när de slåss mot fiender i New York respektive Vietnam. Den 6 mars 2009 släpptes Watchmen: Justice Is Coming, vilket är ett spel för Iphone och Ipod Touch. Spelet hade höga förväntningar på sig, men drabbades av både problem med spelupplägget och nätverksuppkopplingen.
För att ytterligare marknadsföra filmen lanserades den animerade kortfilmsserien Watchmen: Motion Comic, där det första avsnittet släpptes den 17 juli 2008 på Itunes Store och Amazon Video On Demand. DC Direct släppte även actionfigurer baserade på Watchmen i januari 2009.
Snyder skapade ett Youtube-konto där han uppmanade fans att göra reklamfilmer för produkter som skulle kunna ha tillverkats av det fiktiva företaget Veidt Enterprises. Producenterna till filmen lanserade också två videor som skulle ge bättre förklaring till filmens bakgrund: den ena videon utspelade sig på 1970-talet och handlade om 10-årsjubileet av Dr. Manhattans första offentliga framträdande medan den andra videon gav en förklaring till Keene-lagen, som antogs 1977 och förbjöd alla förklädda vigilanter. En hemsida under namnet The New Frontiersman lanserades också för att marknadsföra filmen; New Frontiersman var namnet på den tidning i serieromanen som Rorschach skickade sin dagbok till.
Efter att trailern för filmen hade haft premiär i juli 2008 sade DC:s dåvarande VD Paul Levitz att DC hade tryckt om Watchmen i en upplaga på 900 000 exemplar för att möta efterfrågan från marknaden, även om de räknade med att trycka om serieromanen i över en miljon exemplar årligen. Den 10 december 2008 publicerade DC den första delen av Watchmen till samma pris som den hade 1986, nämligen $1,50.

### Tales of the Black FreighterochUnder the Hood

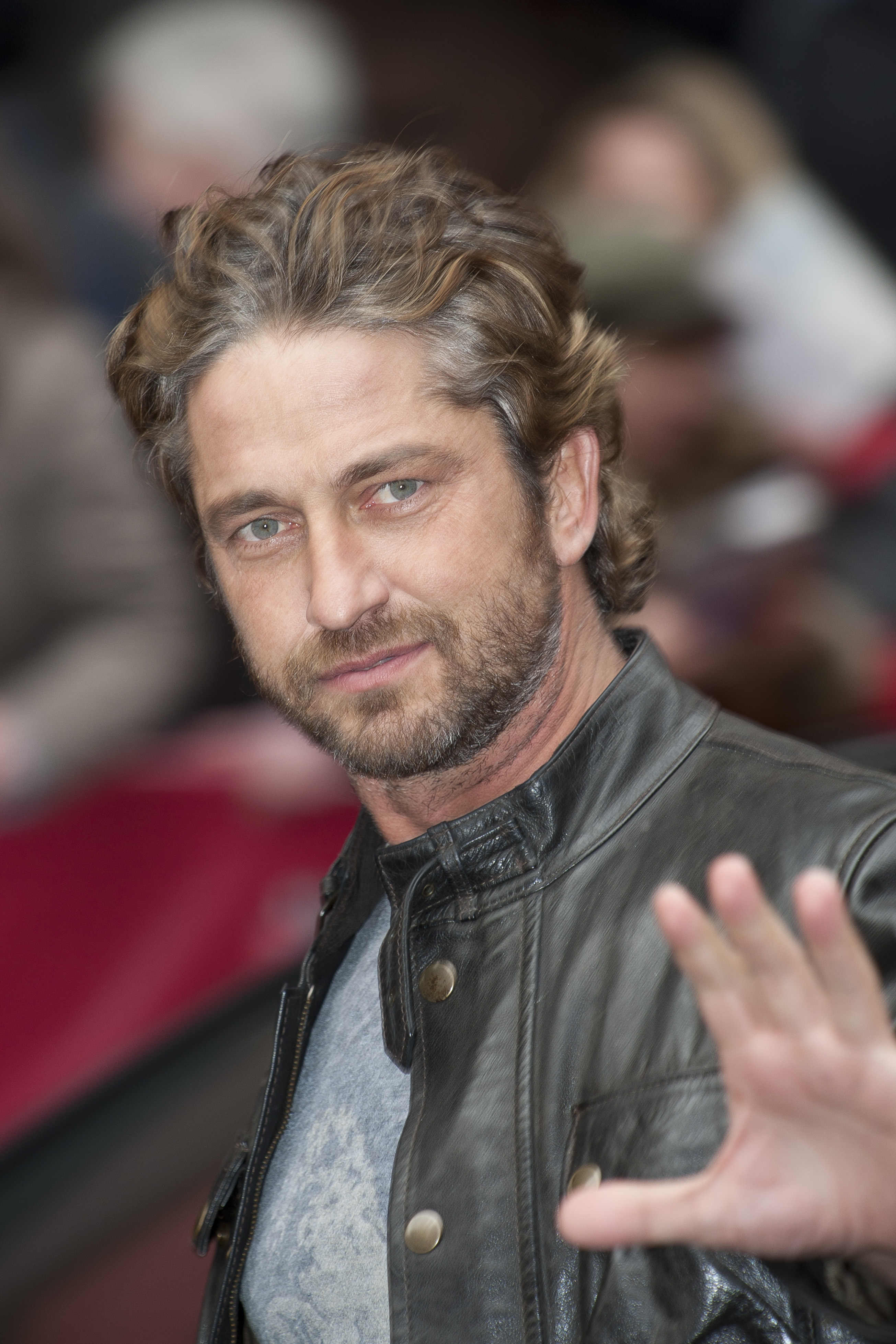
Gerard Butler lånade ut rösten till rollen som sjömannen i Tales of the Black Freighter.

Watchmen innehåller en metaberättelse i form av Tales of the Black Freighter, vilken filmatiserades och lanserades direkt till video. Tales of the Black Freighter animerades av Warner Premiere och Warner Bros. Animation och släpptes den 24 mars 2009 i USA. Tales of the Black Freighter var från början medskriven i manuset till Watchmen-filmen, men ändrades snabbt om från att använda riktiga skådespelare till att bli en animerad berättelse; detta eftersom det skulle ha kostat Snyder $20 miljoner att spela in Tales of the Black Freighter på det 300-liknande sätt han ville ha. Metaberättelsen var sedan tänkt att vara med i bioversionen av filmen, men då filmen redan närmade sig en längd på tre timmar klipptes Tales of the Black Freighter bort. Gerard Butler, som Snyder tidigare hade arbetat ihop med under 300, lånade ut sin röst till sjömnannen, som har huvudrollen. Butler hade sedan tidigare blivit lovad en roll i den version som skulle använt riktiga skådespelare. Jared Harris lånade ut sin röst till sjömannens avlidne vän Ridley, som han hallucinerar att han talar med. Snyder valde att låta Butler och Harris tillsammans spela in sina röster till filmen. Tales of the Black Freighter är 26 minuter lång och regisserades av Daniel DelPurgatorio och Mike Smith.
På vissa utgåvor av Tales of the Black Freighter finns det också med en dokumentär från det fiktiva Watchmen-universumet, kallad Under the Hood, som handlar om några av rollfigurernas bakgrundshistorier. Namnet Under the Hood kommer från den fiktiva bok som Hollis Mason skrev i serieromanen. Skådespelarna tilläts att improvisera i de intervjuer som är med i dokumentären och för att spela in arkivfilmerna som visade Minutemen användes Bolexkameror. Under the Hood är 38 minuter lång och regisserades av Eric Matthies.

### Lagringsmedium och olika filmklippningar
Filmen släpptes i en DVD-utgåva om en skiva den 5 augusti 2009 och samma dag släpptes även filmen i en blu-ray-utgåva om två skivor i Sverige. En kombinerad version med Watchmen-filmen, Tales of the Black Freighter och Under the Hood släpptes i en blu-ray-utgåva om tre skivor på samma dag som de två andra versionerna i Sverige. Utöver dessa har Tales of the Black Freighter och Under the Hood släppts i både en DVD-utgåva om en skiva den 24 mars 2009 i USA samt den 6 april 2009 i Storbritannien och i en blu-ray-utgåva om två skivor den 24 mars 2009 i USA, där den andra skivan var en digital kopia.
Filmen har också släppts i olika filmklippningsversioner, där director's cut-versionen av filmen släpptes i utgåvor om två skivor på både DVD och blu-ray den 21 juli 2009 i USA. Denna version är något längre (186 minuter jämfört med det vanliga 162 minuter) och Snyder har sagt att om filmen drog in tillräckligt med pengar skulle director's cut-versionen av filmen visas på biografer i New York och Los Angeles. En utgåva under namnet Watchmen: The Ultimate Cut släpptes på DVD och blu-ray den 10 november 2009 i USA samt på ultra HD blu-ray den 2 december 2019 i Sverige. I denna filmklippningsversion är Tales of the Black Freighter inklippt tillsammans med Watchmen-filmen, vilket gör att filmen är 215 minuter lång, och både Watchmen: Motion Comic och Under the Hood finns att tillgå i Watchmen: The Ultimate Cut.

## Mottagande

### Kommersiell respons
Watchmen har dragit in $185 258 983, där $107 509 799 av denna summa var inom USA och resterande $77 749 184 i resten av världen. Filmen drog in totalt $1 115 137 i Sverige, varav $291 367 av dessa var under öppningshelgen. Filmen, som började visas vid midnatt den 5 mars 2009 i USA, drog in $4,6 miljoner under denna visning, vilket var ungefär dubbelt så mycket som Snyders tidigare film 300 drog in vid sin midnattsvisning. Filmens öppningshelg var den mest kommersiellt framgångsrika av någon av filmatiseringarna av Moores verk och bara under öppningshelgen hade filmen dragit in mer pengar än under hela tiden From Hell (en filmatisering av ett annat av Moores verk) visades på biograferna. Även om filmen drog in mindre pengar under sin öppningshelg jämfört med 300 ansåg Warner Bros. distributionschef Dan Fellman att man inte kunde jämföra filmerna eftersom Watchmen-filmen var ungefär 45 minuter längre än 300, vilket gjorde att den hade färre visningar per dygn. Filmen kom också på sjätte plats vad det gällde filmer med restricted-klassificering som drog in mest pengar under 2009, där den hamnade bakom Baksmällan, Inglourious Basterds, District 9, Paranormal Activity och It's Complicated.

### Kritisk respons

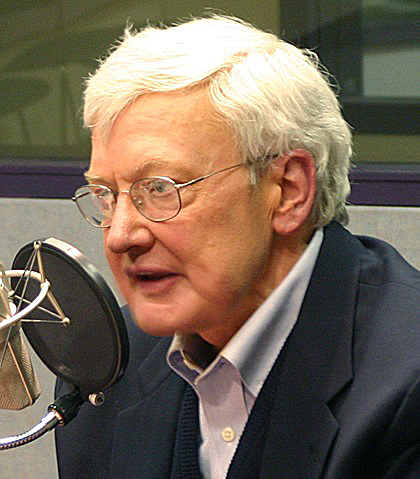
Filmrecensenten Roger Ebert gav Watchmen-filmen högsta betyg och ansåg att den borde ses mer än en gång för att tittaren skulle kunna ta åt sig hela dess innebörd.

Recensionerna för filmen var blandade, men övervägande positiva. På Metacritic har filmen betyget 56 av 100, baserat på 39 recensioner. På Rotten Tomatoes har filmen betyget 65 procent, baserat på 310 recensioner.
Patrick Kolan på IGN gav filmen högsta betyg och skrev att detta var en filmatisering som han hade längtat efter, men som han aldrig trodde att han skulle få uppleva. Kyle Smith på New York Post gav även han filmen högsta betyg och jämförde den med Stanley Kubrick-filmerna 2001 – Ett rymdäventyr, A Clockwork Orange och Dr. Strangelove eller: Hur jag slutade ängslas och lärde mig älska bomben. Recensenten Roger Ebert gav filmen högsta betyg och ansåg att den borde ses mer än en gång för att tittaren skulle kunna ta åt sig hela dess innebörd. Richard Corliss på Time ansåg att filmen delvis både var underbar och magnifik, men han var ändå inte helt nöjd med slutresultatet. Jonathan Crocker på Total Film kallade filmen för "kompromisslös, okommersiell och unik" och gav den 4 av 5 i betyg. Ian Nathan på Empire tyckte inte att filmen var som serieromanen, men att det var en ganska bra filmatisering av Snyder. Nathan gav filmen betyget 4 av 5. Nick Dent på Time Out Sydney gav också filmen 4 av 5 i betyg, men ansåg ändå att Moore hade rätt i att en filmatisering aldrig skulle kunna bli lika bra som serieromanen.
Filmen fick också en del negativ kritik. Recensenten Owen Gleiberman från Entertainment Weekly ansåg att Snyder försökte få in för många detaljer i filmen och på grund av detta kände Gleiberman att Snyder satte krokben för sig själv, något som Noah Berlatsky på Chicago Reader, David Edelstein på New York och Justin Chang på Variety höll med om. Philip Kennicott på The Washington Post tyckte att filmen var tråkig och att den inte nådde upp till samma kvalitet som serieromanen. Devin Gordon på Newsweek ansåg att filmatiseringen följde serieromanen på ett nästan ordagrant sätt och att det var det stora problemet med filmen. Donald Clarke på The Irish Times tyckte att filmen var smaklös och Kirk Honeycutt på The Hollywood Reporter kallade Watchmen-filmen för "2009 års första floppfilm."
Geoff Boucher på Los Angeles Times analyserade filmens blandade mottagande och ansåg att den skulle fortsätta att engagera både personer som gillade den och personer som ogillade den, likt tidigare filmer såsom Eyes Wide Shut, The Passion of the Christ och Fight Club.

#### I Sverige
Johan Riben från Ciné.se skrev att filmen var så nära ett mästerverk man kunde komma och tyckte att "[s]kådespelet är oklanderligt, historien är välskriven, actionscenerna är fantastiska [och] den visuella stilen häpnande." Riben gav filmen 4 av 5 i betyg. Bodil Juggas på Arbetarbladet beskrev filmen som "[n]ästan tre timmars dånande blodsdrama" och "[g]alet snyggt för ögat" samt påpekade att överföringen från serieroman till film hade gjorts på ett väldigt smart sätt. Juggas gav filmen 3 av 5 i betyg. Peo Sandholm från Bio.nu skrev att filmen var gjord på ett mer våldsamt sätt än serieromanen och skrev att den visuellt sett är bättre än Snyders förra film 300. Sandholm gav filmen 3 av 5 i slutbetyg. Mattias Dahlström på Helsingborgs Dagblad kallade Watchmen-filmen för "klart sevärd" och skrev att Snyders val att göra om slutet inte gjorde så mycket eftersom det nya slutet passade filmen bättre. Dahlström gav filmen 3 av 5 i betyg. Nils Nordgren på Svenska Dagbladet skrev att filmen fokuserade mycket på action och han beskrev filmens första hälft som "rent mästerlig superhjälteaction, med ett intensivt driv som lämnar alla spindelmän, mutanter och läderlappar långt bakom sig." Nordgren gav filmen slutbetyget 4 av 6.
Filmen fick negativ kritik även i Sverige. Mattias Oscarsson på Sydsvenskan skrev att filmen var rörig och han ansåg att det var märkligt att filmskaparna inte hade uppdaterat berättelsen från 1980-talet. Han undrade även om "Snyder riktigt förstått vad boken handlar om" och gav filmen slutbetyget 2 av 5. Lars Böhlin på Västerbottens Folkblad skrev att han inte ansåg att en snygg yta gjorde en bra film och nämnde att "för att handla så mycket om storpolitik är den [filmen] märkligt opolitisk" samt "för att handla så mycket om 'människans natur' är den [filmen] märkligt tom på empati." Böhlin gav filmen betyget 2 av 5. Jens Peterson på Aftonbladet skrev att "[f]ör den som vill ha snabb action är 'Watchmen' för rörig. För den som vill ha något att tänka på är filmen för ytlig. Den är varken 'Bourne' eller 'Babel'. 'The dark knight' och 'Spiderman'-filmerna säger mer om dilemmat att vara en maskerad hjälte med tråkig vardagsidentitet." Peterson beskrev filmen som en "dussinfilm" och gav den 3 av 5 i betyg. Jesper Larsson på City beskrev filmen som en blandning mellan Taxi Driver, Blade Runner och Seven, men skrev också att berättarstrukturen är "hackigt komplex" och att "[k]ombinationen av effekthysterisk sci-fi, stenhårt relevant satir och ett upphetsat gorefrosseri i människans 'mörka sidor' blir till slut rätt illaluktande." Larsson gav filmen 3 av 5 i betyg. Miranda Sigander på Expressen skrev att Watchmen-filmen började bra, men att det inte gick ihop mot slutet och hon beskrev filmen som "en coolt förpackad smällkaramell utan mycket innehåll." Sigander gav filmen 3 av 5 i slutbetyg. Emma Engström på Göteborgs-Posten beskrev filmen som en "utmattande, nära tre timmar långa [sic] vandring i en deprimerande brutal serievärld" och undrade om filmen inte hade gjort sig bättre som en TV-serie. Engström gav filmen 3 av 5 i betyg. C-G Karlsson på Metro skrev att han ansåg att filmen var bättre än 300, men att den ändå kändes "svulstig" och "baktung". Karlsson gav filmen 3 av 5 i slutbetyg.

#### Utmärkelser och eftermäle
Filmen vann ganska få priser, men mottog ändå Saturn Awards i kategorierna Best Fantasy Film, Best Costume (gjorda av Michael Wilkinson) och Best Special Edition DVD Release (för Watchmen: The Ultimate Cut). Filmen vann även en Scream Award i kategorin Best Comic Book Movie och en BMI Film Music Award gick till kompositören Tyler Bates.
Fantomex, en superhjälte från X-Men-universumet, härmar en av Rorschachs repliker i serietidningen Uncanny X-Men nummer 525 från 2010 innan han säger att han tyckte att Watchmen-filmen var dum. Snyder kommenterade i mars 2014 att Watchmen-filmen sannolikt var hans favoritfilm bland de han hade regisserat.

## Musik
Både ett soundtrack och ett album med Tyler Bates filmmusik släpptes för Watchmen. 

### Watchmen: Music from the Motion Picture
Soundtracket till filmen släpptes på Itunes av Reprise Records den 27 februari 2009. Tre av låtarna på detta album är skrivna av Bob Dylan ("Desolation Row", "All Along the Watchtower" och "The Times They Are a-Changin'"), men endast den senare framfördes av Dylan själv på Music from the Motion Picture. Musikvideon för My Chemical Romances coverversion av "Desolation Row" regisserades av Snyder.
Några av låtarna på albumet nämns också i serieromanen, såsom Simon and Garfunkels "The Sound of Silence", Leonard Cohens "Hallelujah" och Dylans "The Times They Are a-Changin'". På albumet finns även delar av låtarna "Prophecies" och "Pruit Igoe" med, som från början komponerades av Philip Glass till Koyaanisqatsi. "Pirate Jenny", som finns med på albumet, anspelar på "Seeräuber-Jenny" från Bertolt Brechts och Kurt Weills musikteaterpjäs Tolvskillingsoperan, som i sin tur ligger till grund för metaberättelsen Tales of the Black Freighter.

#### Låtlista
| Nr           | Titel                         | Kompositör                          | Artist                      | Längd |
| ------------ | ----------------------------- | ----------------------------------- | --------------------------- | ----- |
| 1.           | Desolation Row                | Bob Dylan                           | My Chemical Romance         | 3:01  |
| 2.           | Unforgettable                 | Irving Gordon                       | Nat King Cole               | 3:28  |
| 3.           | The Times They Are a-Changin' | Dylan                               | Dylan                       | 3:14  |
| 4.           | The Sound of Silence          | Paul Simon                          | Simon and Garfunkel         | 3:07  |
| 5.           | Me and Bobby McGee            | Kris Kristofferson och Fred Foster  | Janis Joplin                | 4:31  |
| 6.           | I'm Your Boogie Man           | Harry Wayne Casey och Richard Finch | KC & the Sunshine Band      | 4:03  |
| 7.           | You're My Thrill              | Sidney Clare                        | Billie Holiday              | 3:24  |
| 8.           | Pruit Igoe och Prophecies     | Philip Glass                        | Glass                       | 8:37  |
| 9.           | Hallelujah                    | Leonard Cohen                       | Cohen                       | 4:37  |
| 10.          | All Along the Watchtower      | Dylan                               | The Jimi Hendrix Experience | 4:01  |
| 11.          | Ride of the Valkyries         | Richard Wagner                      | Budapesti Fesztiválzenekar  | 5:22  |
| 12.          | Pirate Jenny                  | Bertolt Brecht                      | Nina Simone                 | 6:39  |
| Total längd: | Total längd:                  | Total längd:                        | Total längd:                | 51:13 |

### Watchmen: Original Motion Picture Score
Filmmusiken till filmen släpptes samtidigt som soundtracket till filmen. Låten "Requiem" är ett utdrag från Wolfgang Amadeus Mozarts introitus ur hans "Requiemmässa i d-moll", som spelas i slutet av filmen.

#### Låtlista
Alla låtar är skrivna och komponerade av Tyler Bates, om inte annat anges. 
| Nr           | Titel                         | Kompositör              | Längd |
| ------------ | ----------------------------- | ----------------------- | ----- |
| 1.           | Rescue Mission                |                         | 2:14  |
| 2.           | Don't Get Too Misty Eyed      |                         | 1:37  |
| 3.           | Tonight the Comedian Died     |                         | 2:44  |
| 4.           | Silk Spectre                  |                         | 1:01  |
| 5.           | We'll Live Longer             |                         | 0:57  |
| 6.           | You Quit!                     |                         | 0:39  |
| 7.           | Only Two Names Remain         |                         | 1:43  |
| 8.           | The American Dream            |                         | 1:57  |
| 9.           | Edward Blake - The Comedian   |                         | 2:42  |
| 10.          | The Last Laugh                |                         | 0:58  |
| 11.          | Prison Fight                  |                         | 1:45  |
| 12.          | Just Look Around You          |                         | 5:52  |
| 13.          | Dan's Apocalyptic Dream       |                         | 1:18  |
| 14.          | Who Murdered Hollis Mason?    |                         | 0:56  |
| 15.          | What About Janey Slater?      |                         | 1:35  |
| 16.          | I'll Tell You About Rorschach |                         | 4:10  |
| 17.          | Countdown                     |                         | 2:47  |
| 18.          | It Was Me                     |                         | 1:26  |
| 19.          | All That Is Good              |                         | 4:59  |
| 20.          | Requiem                       | Wolfgang Amadeus Mozart | 0:55  |
| 21.          | I Love You                    |                         | 2:41  |
| Total längd: | Total längd:                  | Total längd:            | 44:43 |